# Вулф, Том (журналист)
То́мас Ке́ннерли (Том) Вулф-младший (англ. Thomas Kennerly «Tom» Wolfe, Jr.; 2 марта 1930, Ричмонд, штат Виргиния, США — 14 мая 2018, Нью-Йорк , штат Нью-Йорк, США) — американский журналист и писатель, пионер направления «новая журналистика» в литературе.
По утверждению писательницы Дороти Скуры (англ. Dorothy Scura), Тома Вулфа называют «самым знаменитым журналистом Америки»; также он является одним из наиболее успешно продаваемых писателей в США, обладателем восьми различных литературных премий и автором пятнадцати книг, три из которых экранизированы и две планируются к постановке. Чтец Джефферсонской лекции (2006).

## Детство и юность
Том Вулф родился 2 марта 1930 года в Ричмонде, штат Виргиния, США. Отец Вулфа, Томас Кеннерли (англ. Thomas Kennerly Wolfe), был учёным-агрономом и писал для журнала Southern Planter. Мать, Хелена (англ. Helen (Hughes) Wolfe), на момент рождения сына была студенткой первого курса медицинского факультета. Ещё в детстве Том мечтал стать профессиональным писателем — в девять лет он пробовал написать биографию Наполеона I, однако в итоге написал и проиллюстрировал работу, посвящённую Вольфгангу Амадею Моцарту.
Учился в епископальной школе для мальчиков им. Святого Кристофера в Ричмонде, где был редактором местной газеты. Был полупрофессиональным игроком в бейсбол. В 1951 году окончил Университет Вашингтона и Ли, где являлся сооснователем журнала Shenandoah. В 1957 году получил докторскую степень по специальности «Американистика» (англ. American studies) в Йельском университете.

## Начало карьеры
Первый опыт работы в качестве журналиста Вулф получил в 1956 году, сотрудничая с газетой The Republican из города Спрингфилд, штат Массачусетс. Первое признание к писателю пришло спустя пять лет — работая штатным журналистом газеты The Washington Post, он получил премию Гильдии издателей периодической печати (англ. The Newspaper Guild) за обзор революции на Кубе. Одновременно с этим Вулф получил награду за юмор, которым представители Гильдии издателей сочли его эксперименты с использованием элементов беллетристики в репортажах.
В 1962 году Вулф переехал в Нью-Йорк и приступил к работе в газете New York Herald Tribune, однако стремительно набирающую обороты карьеру молодого журналиста потрясла Нью-йоркская газетная забастовка 1962 года. Спасением для него стал главный редактор журнала Esquire Байрон Доубелл (англ. Byron Dobell), согласившийся отправить Вулфа в Калифорнию, чтобы тот написал серию репортажей о культуре форсированных автомобилей.

## Новая журналистика
Написанный по заказу Доубелла материал был настолько велик, что писатель попросту не видел возможности связать текст воедино, о чём и сообщил редактору. В ответ Доубелл попросил Вулфа прислать ему то, что было у журналиста на руках, и, вырезав из полученной рукописи первую фразу, «Уважаемый Байрон», опубликовал весь остальной текст эссе без изменений, оставив предложенный Вулфом вариант названия — «Ур-ра! Ур-ра! Вот она — та самая Конфетнораскрашенная апельсиннолепестковая обтекаемая малютка!». После публикации Вулф продолжил записывать свои впечатления от увиденного в Калифорнии, и его эссе нашли отражение в публикациях для Esquire, New York Herald Tribune и журнала Harper’s Bazaar. Итогом возросшей популярности работ Вулфа стал выход в 1965 году его первой книги, издателем которой выступили Farrar, Straus and Giroux. Книга, представлявшая собой сборник работ Вулфа, получила немного видоизменённое название включённого в неё эссе — «Конфетнораскрашенная апельсиннолепестковая обтекаемая малютка». Выход сборника считается днём рождения «новой журналистики».
Книга стала бестселлером и утвердила Вулфа в роли главного экспериментатора от литературы в жанре документальной прозы — в новообразованном течении Вулф стал восприниматься не иначе как «мастер». Основной идеей данного направления писатель видел построение документального описания человека или группы после интенсивного наблюдения и глубокого интервьюирования с использованием литературных приёмов и техник писателей-реалистов, смешанных с реконструированными драматическими сценами.
Меня заинтересовало не просто открытие того, что можно писать достоверную документальную прозу, используя технику, относимую обыкновенно к жанру романа или рассказа. Это было нечто большее. Это было открытие того факта, что в документалистике, в журналистике можно использовать любые литературные приёмы — от традиционных диалогизмов эссеистики до потоков сознания — и применять их одновременно или в относительно сжатом контексте... возбуждая читателя не только интеллектуально, но и эмоционально.
Оригинальный текст (англ.)What interested me was not simply the discovery that it was possible to write accurate non-fiction with techniques usually associated with novels and short stories. It was that–plus. It was the discovery that it was possible in non-fiction, in journalism, to use any literary device, from the traditional dialogisms of the essay to stream-of-consciousness, and to use many different kinds of simultaneously, or within a relatively short space. . . to excite the reader both intellectually and emotionally.Том Вулф, выдержка из книги «Новая журналистика и Антология новой журналистики».
Как отмечает британская газета The Guardian, отзывы о первой книге Вулфа были как положительными, так и отрицательными, однако это не имело значения — «Конфетнораскрашенная апельсиннолепестковая обтекаемая малютка» сразу стала хитом, а уже через месяц после публикации был выпущен дополнительный, четвёртый тираж.

Джерри Гарсия, и Том Вулф во время работы над книгой «Электропрохладительный кислотный тест», 1966 год

Год спустя, в 1966 году, Вулф решил написать о сущности культа «кислотного калифорнийского хиппи» Кена Кизи и начал работу над «Электропрохладительным кислотным тестом». Как писатель признался позже, он принимал непосредственное участие только в ряде описываемых событий, а другие воссоздавал на основе интервью с членами коммуны Весёлых проказников, вокруг которых и строится сюжет книги, а также на основе документальных данных — писем, фотографий, аудио- и видеозаписей. Книга была выпущена спустя два года, в 1968 году, и получила много положительных отзывов со стороны критики. По версии Института журналистики имени Артура Л. Картера (англ. Arthur L. Carter Journalism Institute) при Нью-Йоркском университете, она входит в список 100 лучших работ по журналистике в Соединённых Штатах Америки XX века. На 2011 год запланировано начало съёмок фильма по книге, режиссёром которого выступит Гас Ван Сент. В том же году вышла другая книга Вулфа — «Банда насосной станции» (англ. The Pump House Gang, 1968), которую составили статьи, по большей части написанные Вулфом в период с 1964 по 1966 год для New York Magazine.
Книга состоит из ряда эссе писателя, объединённых общей темой — контркультурой 60-х. Наиболее известная в книге работа, одноимённая с книгой, посвящена Джеку Макферсону и его команде сёрферов.
Книга «Radical Chick & Mau-Mauning the Flack-Catchers», выпущенная в 1970 году, высмеивала политику, изображая её в качестве «модного занятия» в среде нью-йоркских знаменитостей, и спровоцировала этим дискуссии. Книга состоит из двух отдельных эссе: в одном рассказывается о проведённой Леонардом Бернстайном встрече Партии чёрных пантер («These Radical Chic Evenings»), во втором — о реакции меньшинств на сан-францисские программы по борьбе с нищетой («Mau-Mauing the Flack-Catchers»). Эссе объединены темой конфликта между афроамериканцами и представителями белой расы. Некоторыми авторами эта и предыдущие три книги Вулфа рассматриваются в качестве «иллюстрирующих то, что теперь известно как „новая журналистика“».
В 1975 году, после ряда работ, посвящённых контркультуре 60-х, Вулф вернулся к критике искусства в книге «Раскрашенное слово» (англ. The Painted Word, 1975, рус. перевод 1976), где изобразил искусство «зашоренной деревней» законодателей моды. Успех предыдущих двух книг дал писателю карт-бланш на публикацию книг на любую тему, и Вулф заинтересовался современным искусством. Книга представляет собой собрание критики искусства Вулфа — писатель рассуждает о современном искусстве 1970-х, авангарде, Энди Уорхоле, Виллеме де Кунинге и Джексоне Поллоке. Первоначально материал был частично опубликован в Harper's Magazine, а в 1975 году вышел отдельной книгой.

В дополнение к своим представлениям о новой журналистике совместно с редактором Э. У. Джонсоном (англ. E. W. Johnson) Вулф написал книгу «Новая журналистика» (англ. New Journalism, Harper & Row, 1975, рус. перевод 2008).
Когда Э. У. Джонсон впервые подкинул мне мыслишку совместно создать антологию новой журналистики, фантазия нас обоих не шла дальше того, чтобы объединить десяток-другой образчиков этого жанра под одной обложкой, снабдив их пяти-шестистраничным предисловием, только и всего. Наверняка получился бы неплохой учебник. И вот как-то вечером решил я набросать эти пять-шесть страничек — но скоро почувствовал, что в двух словах здесь ничего не скажешь и впереди меня ждёт долгая дорога.Том Вулф, выдержка из предисловия к книге «Новая журналистика и Антология новой журналистики».
 Книга включила в себя ряд работ известных американских публицистов — Трумена Капоте, Хантера Томпсона, Нормана Мейлера, Гэя Тализа, Джоан Дидион и некоторых других, объединённых общей идеей экспериментов в журналистике с использованием различных писательских техник. Помимо этого в «Антологию» вошли несколько статей самого Вулфа, посвящённых романистам, журналистам и их творчеству.
В 1976 году вышла книга «Mauve Gloves & Madmen, Clutter & Vine» — сборник эссе, покрывающий временной отрезок от поздних 1960-х до ранних 1970-х. Книга получила положительные рецензии в таких изданиях, как Time и Wall Street Journal. Два года спустя, в 1978-м, Том Вулф женился на Шейле Бергер (англ. Shiela Berger) — на момент помолвки являвшейся арт-директором Harper's Magazine. Как отмечает Дороти Скура, Шейле было двадцать три, когда они познакомились; «она была очень женственной и утончённой, — вспоминает Гэй Талезе. — Том нашёл женщину, которая очень заботилась о нём и защищала от всевозможных нью-йоркских раздоров. Она понимала его потребность в уединении и была хорошим судьёй». Семья жила в Ист-Сайде.

Том Вулф у мыса Канаверал во время работы над книгой «Битва за космос», 1972 г.

«In Our Time» (1980) — коллекция эссе и рисунков Вулфа. Большинство вошедших в книгу рисунков были созданы за три года до публикации, но в дополнение к ним читателю предоставляется ретроспектива двадцати трёх лет творчества Вулфа-художника — книга в равной степени представляет собой как образец литературы, так и графического искусства; в этом же году у Вулфа родился первый ребёнок — дочь Александра.
Основными темами для выпущенной в 1981 книге «From Bauhaus to Our House» стали архитектура, городское планирование, история искусств и дизайн. В книге писатель выступил с критикой ведущих фигур направления, сформированного Баухаусом, — таких архитекторов, как Вальтера и Миса ван дер Роэ. В книге Вулф выражал мнение, что Баухаус являет собой плачевное ответвление американской архитектуры. Работа не привлекла особого внимания со стороны критики.
Вышедший в 1982 году «Purple Decades» — сборник работ Вулфа, включивший в себя его особенно положительно воспринятые критикой работы и наиболее проницательную прозу о 1970-х годах. Обозревателем The New York Review of Books книга была отнесена к «лучшим хитам» писателя.
Над книгой «Битва за космос» (в другом издании название книги было переведено как «Нужная вещь», англ. The Right Stuff, 1983 год, рус. перевод 2000) Вулф работал в течение шести лет — опубликованный в 1979 году роман стал сенсацией. Книга описывает противостояние США и СССР в освоении космического пространства, американские экспериментальные разработки в авиастроении и формирование НАСА. Роман стал бестселлером и получил три престижные литературные премии, а позже был экранизирован и имел большой успех, завоевав четыре престижные для киноиндустрии награды. Два года спустя, в 1983-м, у писателя родился второй ребёнок — сын Томми. По итогам 2008 года, по словам издателя, «Битва за космос» была продана тиражом более полутора миллионов экземпляров.
Сборник «Hooking Up» — последний по состоянию на начало 2011 года пример творчества Вулфа-журналиста. В него вошла ранее не публиковавшаяся художественная и документальная малая проза Вулфа, оценивающая весь современный мир. Книга объединила ранее опубликованные в газетах и журналах работы, начиная с 1965 года и заканчивая 2000-ми. Книга не получила особой поддержки со стороны критики — в одном из обзоров было даже выдвинуто предположение, что «Вулф, быть может, просто немного устал».

## Беллетристика
«Костры амбиций» (англ. The Bonfire of the Vanities, 1987, рус. перевод 2009, (часть 2-я, рус. перевод В. Б. Бошняк, журнал «Иностранная литература» 1991 г. № 11; полный перевод 2001 г., издательство «Иностранка», Б. С. Г.-Пресс)), одиннадцатая работа Вулфа и первое его художественное произведение, некоторыми критиками рассматривается в качестве «определяющей для Нью-Йорка 1980-х» книги. Книга представляет собой драматическую историю об амбициях, расизме, социальном неравенстве, политике и жадности в Нью-Йорке образца 1980-х годов. Ряд обозревателей называет произведение лучшей книгой Вулфа, которая укрепила его репутацию выдающегося летописца своего века. Роман получил Книжную премию Амбассадор и в 1990 году был экранизирован.

Второй роман Вулфа, «Мужчина в полный рост» (англ. A Man in Full, 1998, рус. перевод 2006), получил преимущественно высокие оценки со стороны критики. В книге писатель рассказывает историю финансового магната, стремительно теряющего состояние, друзей и высокое положение в обществе и стоящего перед непростым выбором: пойти на сделку с совестью или остаться ни с чем. Объясняя журналисту Time причину одиннадцатилетнего перерыва между «Кострами амбиций» и новым романом, Вулф отметил три допущенные им ошибки:
Во-первых, я решил выбрать лёгкий путь и развернуть сюжет в Манхэттене, так же, как в «Кострах амбиций» — вплоть до 1995 года я не понимал, что такой подход попросту не работает и я начинаю повторяться. Во-вторых, я не внял собственному совету и не сделал набросок, контур готовящейся книги — до того момента, как на неё были уже потрачены годы. Моей третьей ошибкой стало ощущение, что новая книга должна стать крупнейшей в мире. Я намеревался написать роман о настоящем, но так долго писал, что настоящее продолжало меняться.Том Вулф, фрагмент интервью для журнала Time.
 Оценивая роман, журналист Time отметил, что «те, кто ожидают очередные „Костры амбиций“, будут разочарованы — книга [Мужчина в полный рост] лучше». Первый тираж книги составил 1,2 миллиона экземпляров, и за четыре недели до даты публикации произведение было номинировано на Национальную книжную премию 1998 года, в которой стало финалистом. Time широко осветил публикацию нового романа писателя, опубликовав в вышедшем 2 ноября 1998 года номере большую статью, посвящённую произведению и поместив Вулфа на обложку.
Последней на данный момент художественной работой Вулфа является роман «Я — Шарлотта Симмонс» (англ. I Am Charlotte Simmons, 2004, рус. перевод 2006). В романе описывается жизнь девушки из маленького городка, круглой отличницы из бедной семьи, попадающей в один из самых престижных университетов США и окунающейся в студенческую жизнь, представления о которой оказались отличными от реальности. The Guardian назвал книгу разочарованием, новозеландский NZ Herald окрестил её «старомодной институтской историей, обновлённой, но не свежей», а в рецензии Powell’s Books роману был выдвинут упрёк за излишний реализм. В подобном ключе высказалось большинство авторитетных журналов — роман оказался провальным во всех отношениях. Несмотря на вышесказанное, однако, запланирована его экранизация.

## Стиль
Вулф экспериментировал со стилем, свободно переключаясь от описаний с позиции рассказчика к повествованию от лица героев, используя лексику, представляющую собой смешение разговорных выражений со своим собственным, пылким и понятным лишь избранным словарным запасом. Сознательно отвергая правила объективного описательства, стилистической простоты, дистанцированности от описываемого и не принимая правила благопристойной журналистики, Вулф превратил «Новую журналистику» в инструмент пародии и социальной критики.
Глубокие описания американской жизни Вулфом создали новый вид социального репортажа и воскресили журналистику. Вулф со своим высоко эрудированным и иногда старомодным стилем создал интересные портреты молодой наркокультуры, движений в поддержку социальной справедливости и меняющихся социальных традиций. Отмечают так же, что под «пиджаком денди цвета слоновой кости», поп-журналистикой и самораскруткой лежит глубоко моральный, традиционный и консервативный характер.
Сделанное Вулфом было не просто использование журналистских техник в прозе, но и наоборот — потом он применил получившийся симбиоз в беллетристике.
Большинство моих критиков, однако, делали акцент на подчеркнутой вычурности, свободном использовании точек, тире, восклицательных знаков, курсива и порой вовсе неожиданной пунктуации (например, ::::::::) и использовании междометий, бессмысленных слов, звукоподражаний, плеоназмов - многословия, настоящего времени в описании прошлых событий и тому подобное. <...> Полиграфическое оформление статей и правда было своеобразное.Том Вулф, выдержка из книги «Новая журналистика и Антология новой журналистики»
Изданием The Guardian было отмечено: «Манера писать от первого лица — стиль Вулфа, является одним из самых примечательных голосов всей журналистики». Как и Энди Уорхол, будучи стилистически радикальным, писатель, однако, умудрялся сохранять консервативный темперамент. «Ты никогда не осознаешь, как сильно видна твоя подноготная под тем, что скрывает твоя одежда», — говорит Вулф. Джеймсом Девидом Хартом (англ. James David Hart) стиль Вулфа был назван «барочным».

## Критический обзор творчества
Первая книга Вулфа, «Конфетнораскрашенная апельсиннолепестковая обтекаемая малютка» была встречена массой положительных отзывов: выходу книги посвятили обзоры такие издания, как The Denver Post, The Boston Globe, Houston Chronicle, Time Magazine и The New York Times. Шумными возгласами одобрения был также был встречен «Электропрохладительный кислотный тест» за его нереальные и живые описания наркокультуры 1960-х — книга получила высокие оценки от таких изданий, как The Washington Post и Newsweek, самого Вулфа при этом даже окрестили «первым кандидатом на роль величайшего журналиста Америки».
Реакция критики на книгу «The Pump House Gang» была преимущественно положительной. Изданием Book World книга была названа «мастерским произведением», а обозреватель Newsweek отметил, что её «приятно читать и перечитывать»; рядом критиков негативно была воспринята книга «Radical Chic and Mau-Mauning the Flak Cathers» за оскорбительное и правдивое описание чёрного движения в США, в то время как некоторые другие литературные обозреватели восприняли книгу как решительную критику либерального простодушия.
Книги «The Painted Word» и «From Bauhaus to Our House» получили в равной степени как положительные, так и отрицательные оценки критиков. В связи с выходом второй, один из обозревателей отметил, что Вулф, подрывающий притязания мира Искусств — художников, критиков и их покровителей, по-своему безумно смешон.
«Битва за космос» снискала восхищение как от критиков, так и от читательской аудитории — в 1979 книга получила три престижные литературные премии; «In Our Time», по большей части, был воспринят литературными обозревателями положительно — о таланте Вулфа-документалиста высказались издания Houston Chronicle и The Dallas Morning News.
Публикация «Hooking up» — сборника эссе Вулфа, первого после более чем двадцатилетнего перерыва, была встречена критикой с одобрением. Книга была оценена как «восхитительная» (Entertainment Weekly) и названа «хорошей ретроспективой на творчество одного из лучших американских писателей» (The Baltimore Sun).
В романе «Костры амбиций» часть критиков отметила поверхностную прорисовку образов героев, однако в то же время к достоинствам книги были отнесены острое исследование нью-йоркской системы правосудия и обзор бурного социального и этнического разделения в городском обществе. В 1988 году роман получил Книжную премию Амбассадор (англ. Ambassador Book Award); «Мужчина в полный рост» получил в основном хвалебные отклики в прессе. Одним из критиков книга была даже названа «сатирическим шедевром». Последний на данный момент роман Вулфа, «Я — Шарлотта Симмонс», провалил продажи и получил весьма прохладные отзывы критики, вдобавок книга выиграла «премию» за худшую сексуальную сцену по версии Literary Review Magazine.
По утверждению The Guardian, больше всего раздражает критиков Вулфа, что он никогда не хотел быть одним из них. Писатель гордится тем, что является аутсайдером называемого им «Культурбургом» (англ. Cultureberg).

## С 2011 года
В 2011 года писатель работал над своей четвёртой художественной книгой, рабочее название которой — «Back to Blood». Действие романа должно было разворачиваться в Майами, основной темой должна была стать проблема эмиграции. Из-за плохих продаж последнего романа «Я — Шарлотта Симмонс» Вулфу пришлось разорвать длительные отношения с издательством Farrar, Straus and Giroux, выпустившем 13 книг писателя, — издателем для готовящейся к выпуску книги выступили Little, Brown and Company.
Комментируя сотрудничество компании с Вулфом, издатель Майкл Питш (англ. Michael Pietsch) заявил: «Это всё равно, что публиковать Марка Твена». По сообщению The New York Times, сумма, выплаченная в качестве аванса Вулфу за право публикации нового романа, близка к семи миллионам долларов США. Изначально публикация книги планировалась на 2009 год.
Книга была опубликована 23 октября 2012 года.

## Белый костюм
Белый костюм (как символ «джентльмена с юга») стал отличительной чертой стиля Вулфа после 1962 года — писатель обратил внимание, что окружающие с удивлением реагируют на человека в белом в разгар зимы, и стал носить его постоянно. «Это [ношение костюма] делает меня человеком с Марса», — отмечает писатель. Вулф воспринимает себя критически настроенным денди — в белом костюме, подчёркивающем данную роль.
Кэтрин Капута (англ. Catherine Kaputa) отмечает здесь интересный факт: выбранный писателем стиль в точности дублирует манеру одежды Марка Твена; другое мнение выдвигает Нэт Брандт (англ. Nat Brandt), относя популяризацию образа мужчины, носящего исключительно белые пиджаки, к американскому архитектору Бенджамину Генри Маршаллу (англ. Benjamin Henry Marshall).

## Вулф в искусстве

«Том Вулф» (2002, масло, холст), Эверетт Кинстлер

Картина кисти американского художника Эверетта Кинстлера (протеже Монтгомери Джеймса, создателя известного образа «Дяди Сэма») была написана в 2002 году и позже передана в дар Национальной портретной галерее женой Вулфа Шейлой. Картина была включена в выставку «Американцы двадцатого века». С Вулфом Кинстлер познакомился в 1964 году, когда художник писал портрет астронавта Скотта Карпентера, а Вулф собирал материал для книги «Битва за космос».

Том Вулф в «Симпсонах»

Вулф появлялся в восемнадцатом сезоне популярного сериала The Simpsons, в серии «Moe‘N’a Lisa», выпущенной 19 ноября 2006 года. В эпизоде высмеивалась преданность Вулфа к белым пиджакам — испачканный шоколадом, писатель незамедлительно снимает его, обнаруживая точно такой же, надетый под ним. Комментируя своё появление в сериале, Вулф сказал: «Это единственная телевизионная программа, которую я смотрю». Серия двадцать девятого сезона «Flanders’ Ladder», вышедшая через неделю после смерти писателя, была посвящена Тому Вулфу.

## Фильмы по произведениям
Эссе «Последний американский герой», включённое в книгу «Конфетнораскрашенная аппельсиннолепестковая обтекаемая малютка», было экранизировано в 1973 году Ламонтом Джонсоном под тем же названием (переиздавался как «Hard Driver»). Главную роль, Джуниора Джонсона, сыграл Джефф Бриджес. Ведущая песня саундтрека фильма Джима Кроче «I Got a Name» в 1973 году вошла в пятёрку хит-парада Hot Adult Contemporary Tracks и десятку хит-парада Pop Singles, анонсируемых журналом Billboard. В 1983 году режиссёр Филип Кауфман снял фильм «Парни что надо» по книге Вулфа «Битва за космос». Главные роли исполнили Скотт Гленн, Эд Харрис, Барбара Херши, Дэннис Куэйд, Сэм Шепард и Памела Рид. Год спустя фильм получил «Золотой глобус» и сразу несколько Оскаров: лучший звук, монтаж и музыка (драма). Роман «Костры амбиций» был экранизирован кинорежиссёром Брайаном Де Пальмой в 1990 году под названием «Костёр тщеславия». Главные роли сыграли Брюс Уиллис и Том Хэнкс. Фильм провалился в прокате.
Лиз Фридландер (англ. Liz Friedlander), наиболее известная как режиссёр музыкальных клипов, в 2008 году заявила о желании дебютировать в большом кино экранизацией романа «Я — Шарлотта Симмонс». Продюсером картины выступит Джон Уотсон (англ. John Watson), работавший, в частности, над фильмом «Робин Гуд: Принц воров». Гас Ван Сент анонсировал готовящиеся съёмки «Электропрохладительного кислотного теста», запланированные на 2011 год. На главную роль Кена Кизи по первоначальному плану режиссёра предполагалось пригласить Хита Леджера, но из-за трагической смерти актёра вопрос остаётся открытым. По словам самого Ван Сента, роль Кизи, возможно, сыграет Джек Блэк или Вуди Харрельсон.

## Премии, награды и признание
| Название | Номинант                                                                            | Год  |
| --- | ----------------------------------------------------------------------------------- | ---- |
| Гильдия издателей периодической печати — премия за иностранный репортаж — премия за юмор                                               | Репортажи о революции на Кубе, написанные для The Washington Post                   | 1961 |
| — Американская литературная премия — Премия Национального института искусств и литературы — Колумбийская премия в области журналистики | роман «Битва за космос» (англ. The Right Stuff, 1979, рус. перевод 2000)            | 1979 |
| Премия Дос Пассоса от Лонгвудского университета                                                                                        | Том Вулф, за заслуги в области литературы                                           | 1984 |
| Книжная премия Амбассадор | роман «Костры амбиций» (англ. The Bonfire of the Vanities, 1987, рус. перевод 2001) | 1988 |
| Литературная премия им. святого Людовика                                                                                               | Том Вулф                                                                            | 1990 |
| Участие в 35-й Джефферсоновской лекции                                                                                                 | Том Вулф                                                                            | 2006 |
| Медаль Национального книжного фонда | Том Вулф, за выдающийся вклад в Литературу США                                      | 2010 |